# Домінік Вест
Домінік Джерард Френсіс Іґлтон Вест (англ. Dominic Gerard Francis Eagleton West; нар. 15 жовтня 1969, Шеффілд, Велика Британія) — британський актор, режисер та музикант. Найбільш відомий за роль детектива Джиммі Макналті у драматичному телесеріалі каналу HBO «Дроти». Лавреат премії «Гільдії кіноакторів США» за найкращий акторський склад в ігровому кіно (2003), премія «BAFTA» за найкращу чоловічу головну роль (2012) та премії «Супутник» за найкращу чоловічу роль у мінісеріалі або телефільмі (2015; 2016).

## Життєпис
Домінік Вест народився 15 жовтня 1969 року в місті Шеффілд графство Південний Йоркшир. Його батько, ірландець за походженням, був власником заводу з виробництва пластику, а мати Мойя була акторкою. Крім Домінікау сім'ї було ще шестеро дітей — син та п'ятеро дочок. Домінік Вест виховувався відповідно до католицької вірою. Все дитинство його пройшло у Шеффілді. 
Вест навчався в Ітонському коледжі, а потім перейшов у Трініті Коледж у Дубліні. Згодом закінчив Ґілдголську школу музики та театру, що у Лондоні.
Кінематографічний дебют Домінік Вест відбувся у 1991 році в короткометражному фільмі Леонарда Абрагамсона «3 Джо».

## Фільмографія

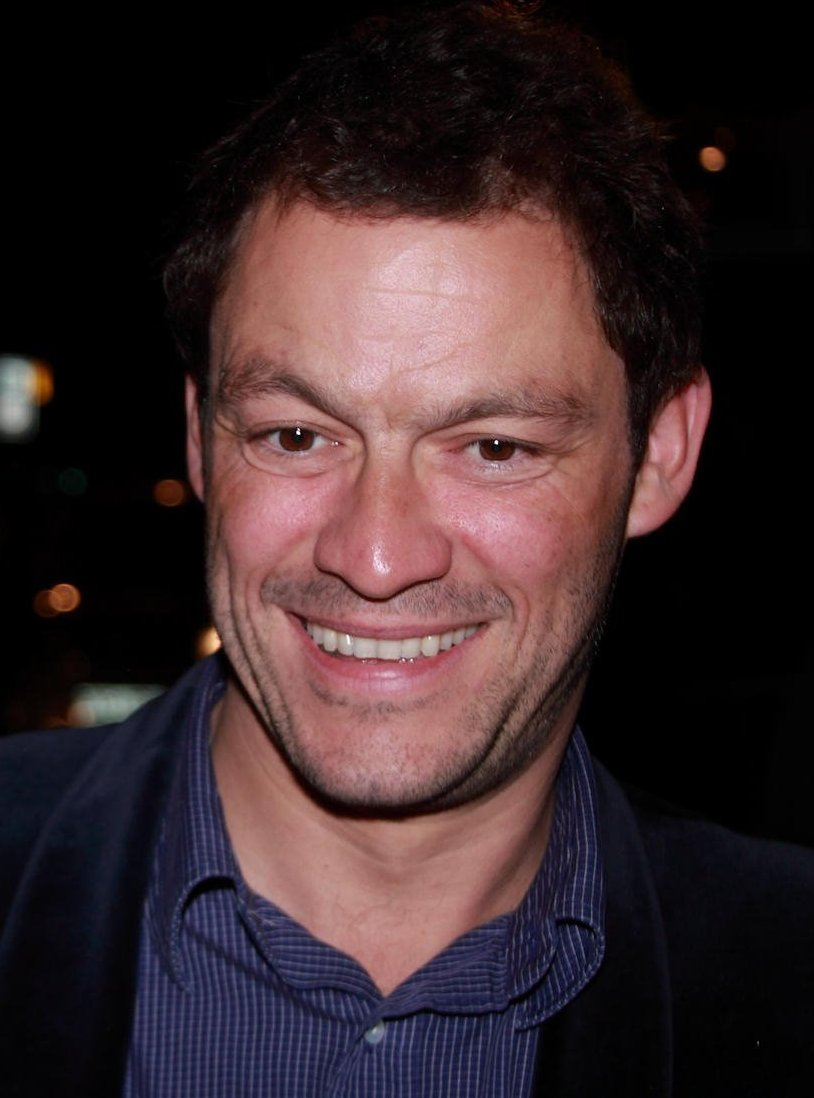
Домінік Вест у грудні 2011 року на церемонії нагородження Премією британського незалежного кіно

Станом на  24.10.2020

### Актор
| Рік       |    | Українська назва                                | Оригінальна назва                                  | Роль                                                 |
| --------- | -- | ----------------------------------------------- | -------------------------------------------------- | ---------------------------------------------------- |
| 2022      | ф  | Абатство Даунтон 2                              | Downton Abbey 2                                    |                                                      |
| 2019—2020 | с  | Ані шеляга                                      | Brassic                                            | д-р Кріс Кокс (11 епізодів)                          |
| 2020      | с  | Без громадянства                                | Stateless                                          | Гордон Мастерс (6 епізодів)                          |
| 2014—2019 | с  | Коханці                                         | The Affair                                         | Ноа Солловей (53 епізоди)                            |
| 2018—2019 | с  | Знедолені                                       | Les Misérables                                     | Жан Вальжан (головна роль, 6 епізодів)               |
| 2018      | кф |                                                 | A Funny Thing Happened to Kelly and Ted            | Тед                                                  |
| 2018      | ф  | Розкрадачка гробниць: Лара Крофт                | Tomb Raider                                        | лорд Річард Крофт                                    |
| 2018      | ф  | Колетт                                          | Colette                                            | Віллі (Генрі Ґотьє-Вілларс)                          |
| 2017      | кф |                                                 | The Finish Line                                    | Пол                                                  |
| 2017      | тф |                                                 | Poetry Off the Page                                | оповідач                                             |
| 2017      | кф |                                                 | Five Star Fouad                                    | Гері                                                 |
| 2017      | ф  | Квадрат                                         | The Square                                         | Джуліан                                              |
| 2016      | с  | Revolting Rhymes                                | Вовк / Чарівний Фей / Велетень (голоси (2 епізоди) |                                                      |
| 2016      | мф | У пошуках Дорі: Інтерв'ю з морськими мешканцями | Finding Dory: Marine Life Interviews               | Раддер, морський лев (голос)                         |
| 2016      | кф |                                                 | The Tale of Thomas Burberry                        | Ернест Шеклтон                                       |
| 2016      | мф | У пошуках Дорі                                  | Finding Dory                                       | Раддер, морський лев (голос)                         |
| 2016      | ф  | Грошова пастка                                  | Money Monster                                      | Волт Кембі                                           |
| 2016      | кф |                                                 | The Complete Walk: Coriolanus                      | Коріолан                                             |
| 2016      | ф  | Геній                                           | Genius                                             | Ернест Гемінґвей                                     |
| 2016      | ф  |                                                 | National Theatre Live: Les Liaisons Dangereuses    | віконт де Вальмон                                    |
| 2014      | ф  | Спогади про майбутнє / Заповіти юності          | Testament of Youth                                 | пан Бріттен                                          |
| 2014      | ф  | Гордість                                        | Pride                                              | Джонатан                                             |
| 2013      | тф | Бертон і Тейлор                                 | Burton and Taylor                                  | Річард Бертон                                        |
| 2013      | кф |                                                 | Boy Cried Wolf                                     | Г'юґі                                                |
| 2013      | кф |                                                 | The Girl with the Mechanical Maiden                | винахідник                                           |
| 2011—2012 | с  | Година                                          | The Hour                                           | Гектор Медден (12 епізодів)                          |
| 2012      | ф  | Джон Картер: між двох світів                    | John Carter                                        | Саб Тан                                              |
| 2011      | ф  | Місія «Різдвяний порятунок»                     | Arthur Christmas                                   | Lead Elf (voice)                                     |
| 2011      | ф  | Екстрасенс / Пробудження                        | The Awakening                                      | Роберт Меллорі                                       |
| 2011      | ф  | Агент Джонні Інгліш: Перезапуск                 | Johnny English Reborn                              | Саймон Емброус                                       |
| 2011      | с  |                                                 | Appropriate Adult                                  | Фред Вест (2 епізоди)                                |
| 2010      | ф  |                                                 | Words of the Blitz                                 | сер Джон Корвіль                                     |
| 2010      | ф  |                                                 | Jackboots on Whitehall                             | Біллі Фіске (голос)                                  |
| 2010      | ф  | Центуріон                                       | Centurion                                          | генерал Тіт Флавій Вірілій                           |
| 2009      | ф  | Час від часу                                    | From Time to Time                                  | Кекстон                                              |
| 2009      | тф |                                                 | Breaking the Mould                                 | Говард Флорі                                         |
| 2008      | с  |                                                 | The Devil's Whore                                  | Олівер Кромвель (4 епізоди)                          |
| 2008      | ф  | Каратель 2                                      | Punisher: War Zone                                 | Біллі / Джиґґсо                                      |
| 2008      | кф |                                                 | Hold On                                            | кур'єр                                               |
| 2002—2008 | с  | Дроти                                           | The Wire                                           | детектив Джиммі (Джеймс) Макналті (56 / 60 епізодів) |
| 2007      | с  |                                                 | The Wire: The Chronicles                           | детектив Джиммі (Джеймс) Макналті (1 епізод)         |
| 2007      | ф  | Молодий Ганнібал / Ганнібал: Сходження          | Hannibal Rising                                    | інспектор Паскаль Попіл                              |
| 2006      | ф  | 300 спартанців                                  | 300                                                | Терон                                                |
| 2006      | кф |                                                 | Stingray                                           | Лютер                                                |
| 2004      | ф  | Забуте                                          | The Forgotten                                      | Еш                                                   |
| 2003      | ф  | Посмішка Мони Лізи                              | Mona Lisa Smile                                    | Білл Данбар                                          |
| 2002      | ф  | Чикаго                                          | Chicago                                            | Фред Кейслі                                          |
| 2002      | ф  | На десять хвилин старший                        | Ten Minutes Older: The Cello                       | юнак (розділ "About Time 2")                         |
| 2001      | ф  | Рок-зірка                                       | Rock Star                                          | Кірк Каді, гітарист "Steel Dragon"                   |
| 2001      | тф | Життя і пригоди Ніколаса Ніклбі                 | The Life and Adventures of Nicholas Nickleby       | сер Малбері Гоук                                     |
| 2000      | ф  | 28 днів                                         | 28 Days                                            | Джаспер                                              |
| 1999      | тф | Різдвяна пісня / Дух Різдва                     | A Christmas Carol                                  | Фред, небіж Скруджа                                  |
| 1999      | ф  | Зоряні війни: Прихована загроза                 | Star Wars Episode І: The Phantom Menace            | палацовий охоронець                                  |
| 1999      | ф  | Сон літньої ночі                                | A Midsummer Night's Dream                          | Лізандр                                              |
| 1998      | с  |                                                 | Out of Hours                                       | д-р Пол Фітерстоун (6 епізодів)                      |
| 1997      | ф  | Світ спецій                                     | Spice World                                        | фотограф                                             |
| 1997      | ф  | Діана і я                                       | Diana & Me                                         | Роб Нейлор                                           |
| 1997      | ф  | Гравець                                         | The Gambler                                        | Алексей                                              |
| 1996      | ф  |                                                 | True Blue                                          | Дональд Макдональд                                   |
| 1996      | ф  | Прожити життя з Пікассо                         | Surviving Picasso                                  | Поль (Пауло) Пікассо                                 |
| 1996      | ф  |                                                 | Emc2                                               | Спайк                                                |
| 1995      | ф  | Річард III                                      | Richard III                                        | Річмонд                                              |
| 1991      | кф |                                                 | 3 Joes                                             | Джо Смокер                                           |

### Режисер, продюсер
| Рік       |    | Українська назва | Оригінальна назва | Роль                            |
| --------- | -- | ---------------- | ----------------- | ------------------------------- |
| 2018—2019 | с  | Знедолені        | Les Misérables    | виконавчий продюсер             |
| 2010      | кф |                  | Watching          | помічник продюсера              |
| 2010      | с  |                  | Moving On         | режисер (епізод 2.04 "Malaise") |
| 2008      | с  | Дроти            | The Wire          | режисер (епізод 5.07 "Took")    |

## Нагороди та номінації
Станом на  24.10.2020
| Рік  | Нагорода                                | Організація                                    | Номінації                                                                          | Фільми                           | Примітки                       | Результати |
| ---- | --------------------------------------- | ---------------------------------------------- | ---------------------------------------------------------------------------------- | -------------------------------- | ------------------------------ | ---------- |
| 2018 | British Independent Film Award          | British Independent Film Awards                | Best Supporting Actor                                                              | «Колетт»                         |                                | Номінація  |
| 2017 | Satellite Award                         | Satellite Awards                               | Best Actor in a Series, Drama/Genre                                                | «Коханці»                        |                                | Перемога   |
| 2017 | Richard Harris Outstanding Talent Award | The Richard Harris International Film Festival |                                                                                    |                                  |                                | Перемога   |
| 2016 | Satellite Award                         | Satellite Awards                               | Best Actor in a Series, Drama                                                      | «Коханці»                        |                                | Перемога   |
| 2015 | Golden Globe                            | Golden Globes, USA                             | Best Performance by an Actor in a Television Series — Drama                        | «Коханці»                        |                                | Номінація  |
| 2014 | BAFTA TV Award                          | BAFTA Awards                                   | Best Leading Actor                                                                 | «Бертон і Тейлор»                |                                | Номінація  |
| 2013 | Critics' Choice TV Award                | Critics Choice Television Awards               | Best Actor in a Movie/Miniseries                                                   | «Година»                         |                                | Номінація  |
| 2013 | Satellite Award                         | Satellite Awards                               | Best Actor in a Miniseries or a Motion Picture Made for Television                 | «Бертон і Тейлор»                |                                | Номінація  |
| 2012 | Golden Globe                            | Golden Globes, USA                             | Best Performance by an Actor in a Miniseries or Motion Picture Made for Television | «Година»                         |                                | Номінація  |
| 2012 | BAFTA TV Award                          | BAFTA Awards                                   | Best Leading Actor                                                                 | «Відповідний дорослий»           |                                | Перемога   |
| 2012 | Broadcasting Press Guild Award          | Broadcasting Press Guild Awards                | Best Actor                                                                         | «Година», «Відповідний дорослий» |                                | Перемога   |
| 2012 | Dagger                                  | Crime Thriller Awards, UK                      | Best Leading Actor                                                                 | «Відповідний дорослий»           |                                | Номінація  |
| 2012 | Critics' Choice TV Award                | Critics Choice Television Awards               | Best Actor in a Movie/Miniseries                                                   | «Година»                         |                                | Номінація  |
| 2012 | Golden Nymph                            | Monte-Carlo TV Festival                        | Outstanding Actor in a Mini-Series                                                 | «Відповідний дорослий»           |                                | Номінація  |
| 2012 | OFTA Television Award                   | Online Film & Television Association           | Best Actor in a Motion Picture or Miniseries                                       | «Година»                         |                                | Номінація  |
| 2012 | RTS Television Award                    | Royal Television Society, UK                   | Best Actor (Male)                                                                  | «Відповідний дорослий»           |                                | Перемога   |
| 2009 | Dagger                                  | Crime Thriller Awards, UK                      | Best Leading Actor                                                                 | «Дроти»                          |                                | Перемога   |
| 2008 | Dagger                                  | Crime Thriller Awards, UK                      | Best Leading Actor                                                                 | «Дроти»                          |                                | Номінація  |
| 2003 | Critics Choice Award                    | Broadcast Film Critics Association Awards      | Best Acting Ensemble                                                               | «Чикаго»                         | разом з іншими акторами фільму | Перемога   |
| 2003 | Gold Derby Award                        | Gold Derby Awards                              | Ensemble Cast                                                                      | «Чикаго»                         | разом з іншими акторами фільму | Номінація  |
| 2003 | PFCS Award                              | Phoenix Film Critics Society Awards            | Best Acting Ensemble                                                               | «Чикаго»                         | разом з іншими акторами фільму | Номінація  |
| 2003 | Actor                                   | Screen Actors Guild Awards                     | Outstanding Performance by the Cast of a Theatrical Motion Picture                 | «Чикаго»                         | разом з іншими акторами фільму | Перемога   |
| 2002 | ACCA                                    | Awards Circuit Community Awards                | Best Cast Ensemble                                                                 | «Чикаго»                         | разом з іншими акторами фільму | Номінація  |